# Diazosma subsinuatum
Diazosma subsinuatum är en tvåvingeart som först beskrevs av Alexander 1916.  Diazosma subsinuatum ingår i släktet Diazosma och familjen vintermyggor. Inga underarter finns listade i Catalogue of Life.